# آلکوکسی سیلان
آلکوکسی سیلان (به انگلیسی: Alkoxysilane) گروهی از ترکیبات سیلیکونی بوده که شامل الکل و سیلیس می‌باشند. الکل به کار رفته در این ترکیبات عمدتا الکل‌های سبک شامل متانول و اتانول و تا حدی کمتر پروپانول می‌باشند.

## کاربرد
کاربرد اصلی این مواد به عنوان عامل کوپل‌کننده در انواع پلیمرها و رنگ‌ها می‌باشد.

## روش‌های تولید
دو روش کلی برای تولید این مواد وجود دارد
1. روش مستقیم: که از واکنش مستقیم الکل با پودر سیلیس به‌دست می ایند
2. روش غیر مستقیم: در این روش ابتدا پودر سیلیس با اسید کلرید ریک واکنش داده و تتراکلروسیلان به‌دست می اید و در ادامه الکل را با تتراکلرو سیلان واکنش می‌دهند و آلکوکسی سیلان به‌دست می‌آید.[۱]